# Megastigmidae
Megastigmidae (лат.) — семейство паразитических наездников надсемейства Chalcidoidea из отряда перепончатокрылые насекомые. Ранее входило в состав Torymidae.

## Распространение
Всесветное, но наибольшее разнообразие отмечено встречаются в Австралии (9 родов).

## Описание
Мелкие наездники (менее 5 мм). Представители Megastigmidae определяются следующим образом: тело жёлтое с тёмными частями (реже металлического цвета); наличник либо двулопастный, глубоко надрезанный посередине, либо край представлен в виде широкоугольного или срединного зубца; голова и дорсальная часть мезосомы лишь с несколькими, обычно тёмными и симметрично расположенными длинными щетинками; переднеспинка удлинённая сверху, обычно почти равна средней доле среднеспинки; маргинальная жилка часто короче постмаргинальной; стигмальная жилка всегда развита, чаще всего отходит почти под прямым углом от краевой жилки и подчеркнута бугорчатым рыльцем, рыльце обычно выше ширины, его высота почти равна или превышает высоту реберной ячейки (некоторые виды имеют рыльце только среднего размера, но они со значительно длинной стигмальной жилкой), стигма часто окружено затемненным участком; базальная щетинковая линия обычно хорошо пигментирована, у некоторых родов развита в базальную жилку, изогнутую наружу назад; задние тазики относительно короткие, не более чем в два раза длиннее средних тазиков.

## Биология
Паразитоиды или фитофаги в галлах. Несколько фитофагов Megastigmidae считаются серьёзными вредителями.

## Классификация
Мировая фауна включает 14 родов и около 270 видов. В 2018 году в ходе ревизии Torymidae его подсемейство Megastigminae было выделено в отдельное семейство Megastigmidae.
В 2022 году подсемейства Chromeurytominae и Keiraninae перенесены из Pteromalidae в семейство Megastigmidae.
- Bootanelleus Girault, 1915
- Bootania Dalla Torre, 1897
- Bootanomyia Girault, 1915[10]
- Bortesia Pagliano & Scaramozzino, 1990
- Ianistigmus Boucek, 1988
- Macrodasyceras Kamijo, 1962
- Malostigmus Boucek, 1988
- Mangostigmus Boucek, 1986
- Megastigmus Dalman, 1820
- Neomegastigmus Girault, 1915
- Paramegastigmus Girault, 1915
- Westralianus Boucek, 1988[11]
- Дополнение (2022): Striastigmus (Striastigmus bicoloratus), Vitreostigmus (Vitreostigmus maculatus, Vitreostigmus kangarooislandi)[12]

Chromeurytominae:
- Asaphoideus Girault
- Chromeurytoma Cameron
- Patiyana Bouček

подсемейство Keiraninae
- Keirana Bouček